# İlkin Şahbazov
İlkin Şahbazov (8 de noviembre de 1986) es un deportista azerbaiyano que compite en taekwondo. Ganó tres medallas en el Campeonato Europeo de Taekwondo entre los años 2006 y 2014.

## Palmarés internacional
| Campeonato Europeo | Campeonato Europeo | Campeonato Europeo | Campeonato Europeo |
| Año                | Lugar              | Medalla            | Categoría          |
| ------------------ | ------------------ | ------------------ | ------------------ |
| 2006               | Bonn (Alemania)    | Medalla de oro     | –62 kg             |
| 2008               | Roma (Italia)      | Medalla de plata   | –67 kg             |
| 2014               | Bakú (Azerbaiyán)  | Medalla de bronce  | –74 kg             |